# Tiger Shroff
Tiger Shroff (Bombay, 2 maart 1990) is een indiaas acteur die voornamelijk in Hindi films speelt.

## Biografie
Tiger Shroff die bekend staat als actieheld behaalde zijn zwarte band in taekwondo in 2014, in hetzelfde jaar dat zijn debuutfilm Heropanti uitkwam.
Naast zijn passie voor vechtkunst heeft hij ook een grote passie voor dansen en is Michael Jackson zijn grootste voorbeeld. Tiger Shroff is de zoon van acteur Jackie Shroff en filmproducent Ayesha Shroff, vanuit zijn vaderskant is hij van Gujarati en Turkmeens/Oeigoerse afkomst, terwijl hij van moederskant van Bengaalse en Belgische afkomst is.

## Filmografie
| Jaar | Film                   | Rol                              |
| ---- | ---------------------- | -------------------------------- |
| 2014 | Heropanti              | Bablesh Singh                    |
| 2016 | Baaghi                 | Ronny Singh                      |
| 2016 | A Flying Jatt          | Aman Dhillon                     |
| 2017 | Munna Michael          | Manav Roy                        |
| 2018 | Welcome to New York    | zichzelf                         |
| 2018 | Baaghi 2               | Ranveer Pratap Singh             |
| 2019 | Student Of The Year 2  | Rohan Sachdev                    |
| 2019 | War                    | Khalid Rahmani/ Saurabh Jaisingh |
| 2020 | Baaghi 3               | Ranveer Chaturvedi               |
| 2022 | Heropanti 2            | Babloo Ranawat                   |
| 2023 | Ganapath               | Ganapath/ Dalini                 |
| 2024 | Bade Miyan Chote Miyan | Rakesh                           |
| 2024 | Singham Again          | Satya Bali                       |

## Discografie
| Jaar | Nummer         | Album       |
| ---- | -------------- | ----------- |
| 2020 | Unbelievable   |             |
| 2021 | Casanova       |             |
| 2021 | Vande Mataram  |             |
| 2022 | Poori Gal Baat |             |
| 2022 | Miss Hairan    | Heropanti 2 |